# Вьельмюр-сюр-Агу
Вьельмю́р-сюр-Агу́ (фр. Vielmur-sur-Agout, окс. Vièlhmur) — коммуна во Франции, находится в регионе Юг — Пиренеи. Департамент — Тарн. Входит в состав кантона Плен-де-л’Агу. Округ коммуны — Кастр.
Код INSEE коммуны — 81315.

## География
Коммуна расположена приблизительно в 590 км к югу от Парижа, в 55 км восточнее Тулузы, в 35 км к югу от Альби.
На юге коммуны протекает река Агу.

## Климат
Климат умеренно-океанический. Зима мягкая и дождливая, лето жаркое с частыми грозами. Ветры довольно редки.

## Население
Население коммуны на 2010 год составляло 1444 человека.
| 1962 | 1968 | 1975 | 1982 | 1990 | 1999 | 2010 |
| ---- | ---- | ---- | ---- | ---- | ---- | ---- |
| 831  | 910  | 835  | 849  | 996  | 1064 | 1444 |

## Администрация
| Период | Период | Фамилия       | Партия | Примечания |
| ------ | ------ | ------------- | ------ | ---------- |
| 1944   | 1945   | Антонен Сикар |        |            |
| 1945   | 1956   | Жан Трессан   |        |            |
| 1956   | 1976   | Леон Зельмир  |        |            |
| 1976   | 2008   | Робер Кларан  |        |            |
| 2008   | 2020   | Катрин Рабу   |        |            |

## Экономика
В 2007 году среди 864 человек в трудоспособном возрасте (15—64 лет) 652 были экономически активными, 212 — неактивными (показатель активности — 75,5 %, в 1999 году было 72,6 %). Из 652 активных работали 580 человек (312 мужчин и 268 женщин), безработных было 72 (25 мужчин и 47 женщин). Среди 212 неактивных 102 человека были учениками или студентами, 60 — пенсионерами, 50 были неактивными по другим причинам.

## Достопримечательности
- Бывшее бенедиктинское аббатство Нотр-Дам-де-ла-Сань (XIII век). Исторический памятник с 1995 года.[4]

## Фотогалерея

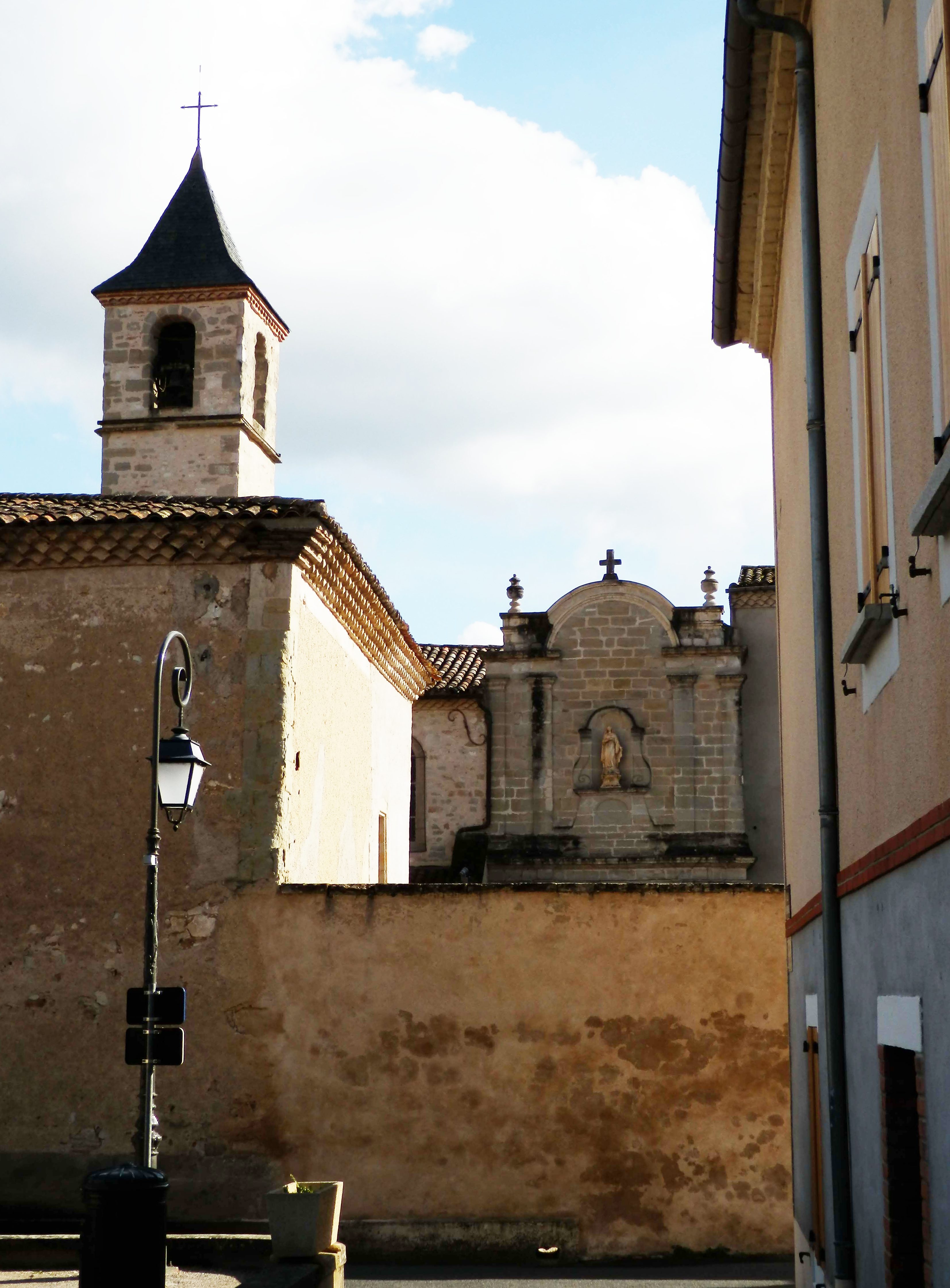
Церковь Сен-Жеминьен
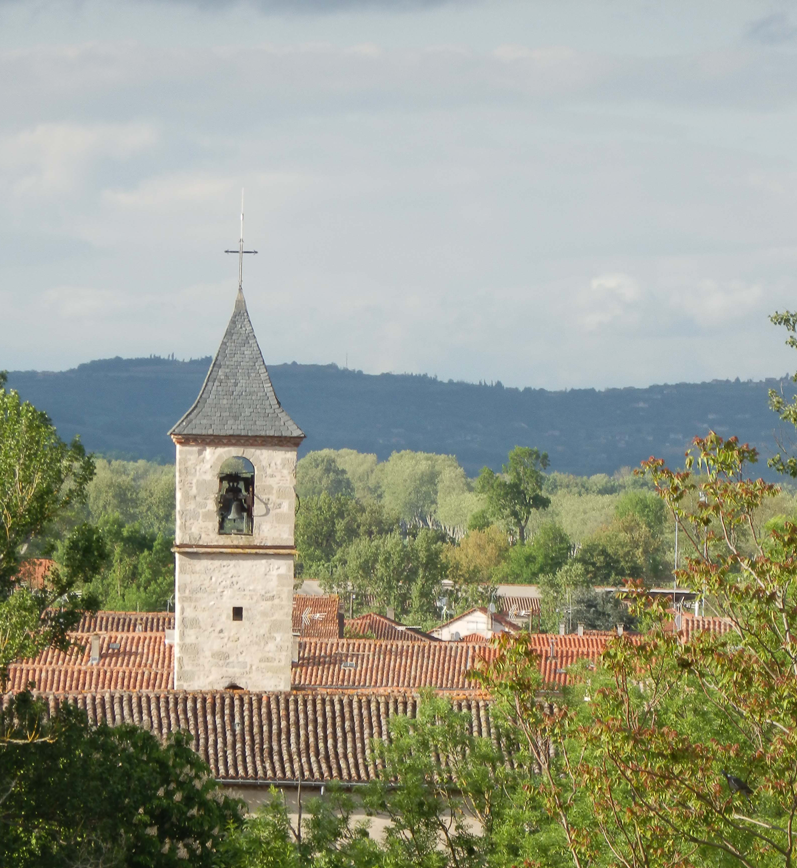
Колокольня церкви Сен-Жеминьен
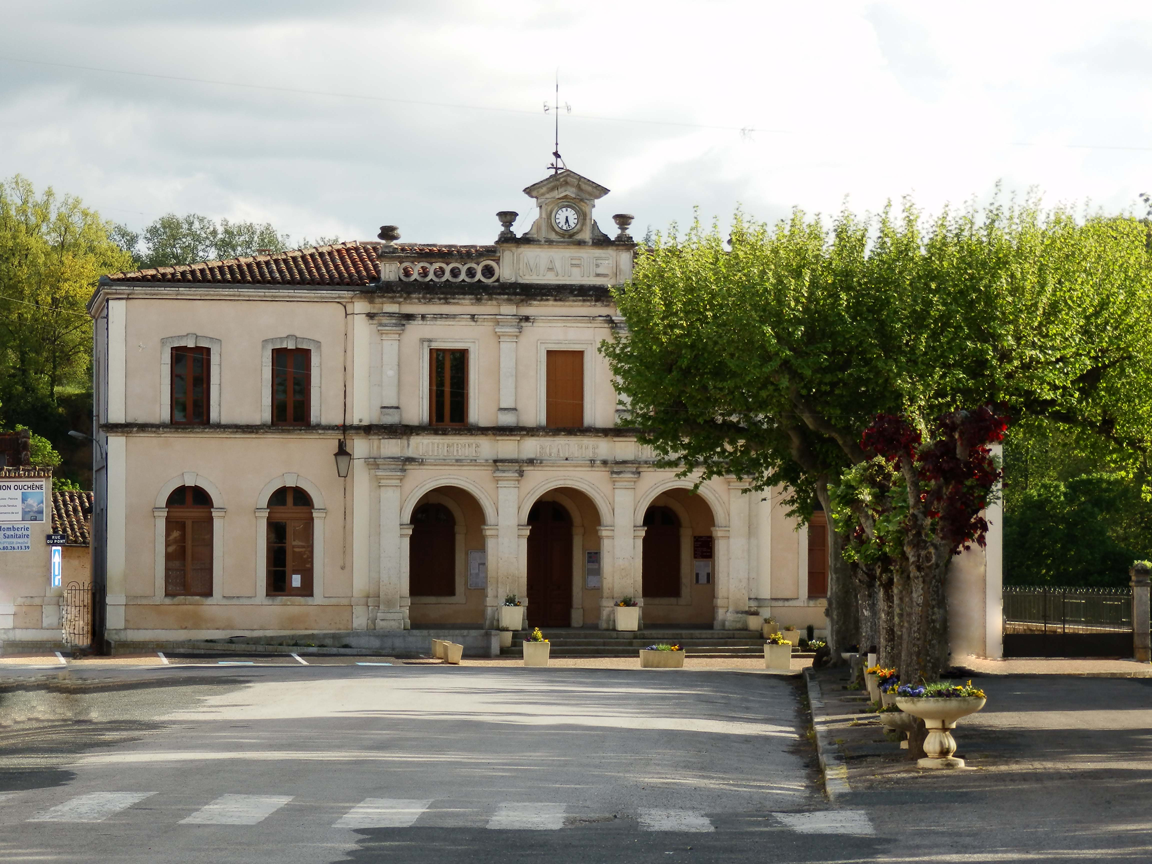
Мэрия
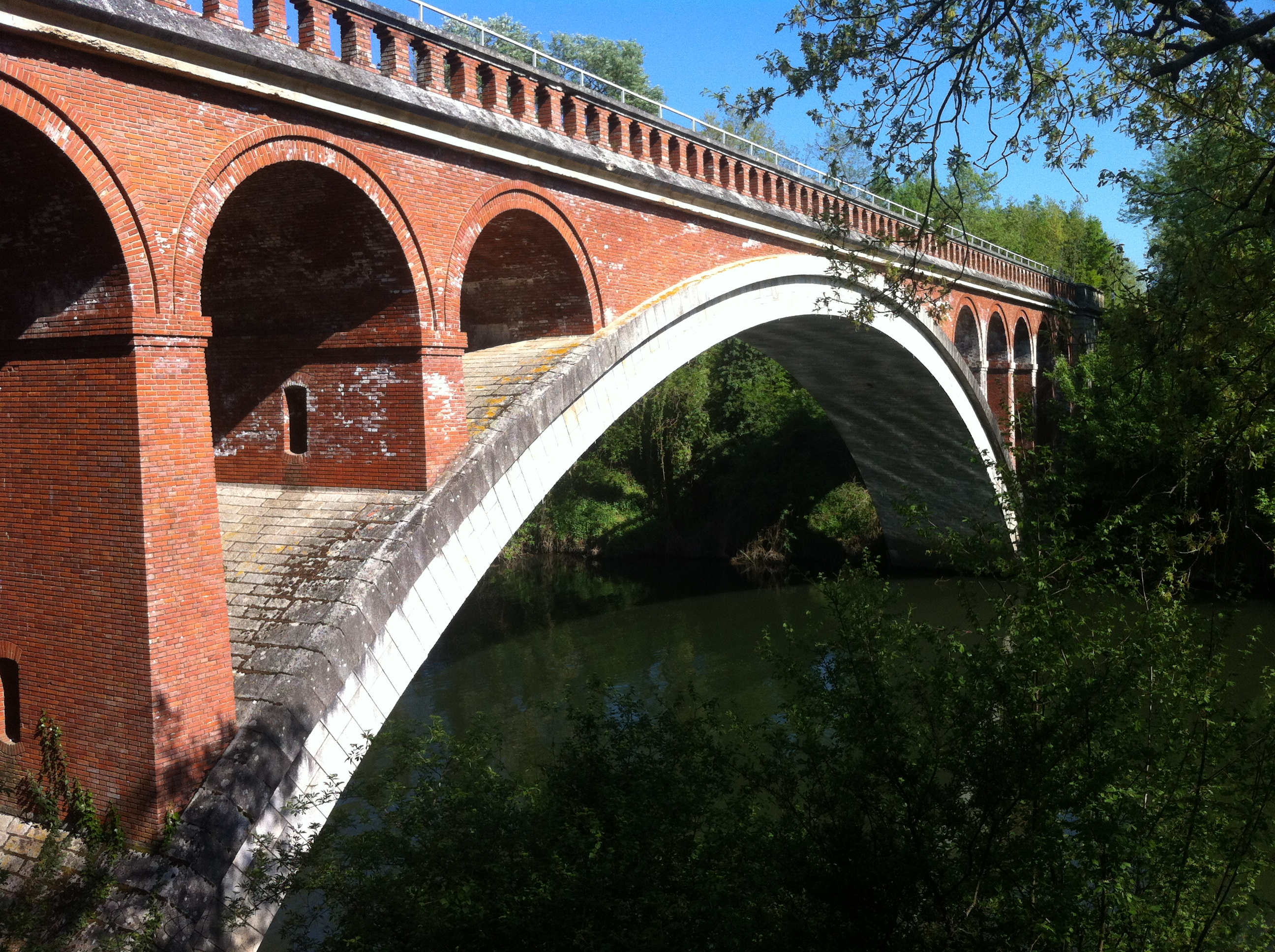
Мост Антуанетты через реку Агу
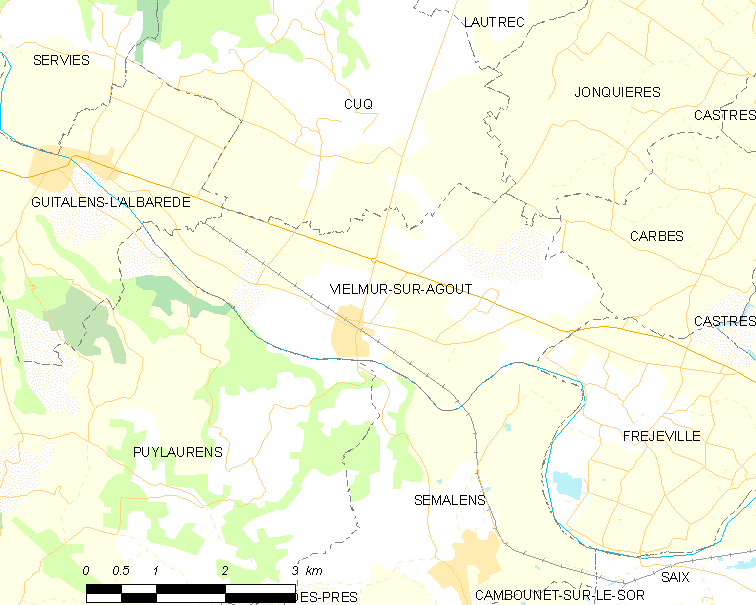
Карта коммуны